# Rezerwat przyrody Dolina Osy
Rezerwat przyrody Dolina Osy – rezerwat krajobrazowy utworzony w 1994 r., obejmujący najbardziej wartościowy przyrodniczo odcinek doliny rzeki Osy pomiędzy miejscowościami Przesławice i Rogóźno-Zamek. Obszar chroniony jest położony na terenie Pojezierza Chełmińskiego (315.21) i jednocześnie na terenie gmin Rogóźno, Gruta i Łasin w powiecie grudziądzkim.
Obejmuje obszar 667,92 ha, chroniąc liczne gatunki ptaków i roślin takich jak: czosnek niedźwiedzi, lilia złotogłów, wawrzynek wilczełyko, dzwonek szerokolistny. W rezerwacie znajduje się pomnik przyrody „Adam” i „Ewa”.
Obszar rezerwatu podlega ochronie ścisłej, czynnej i krajobrazowej.

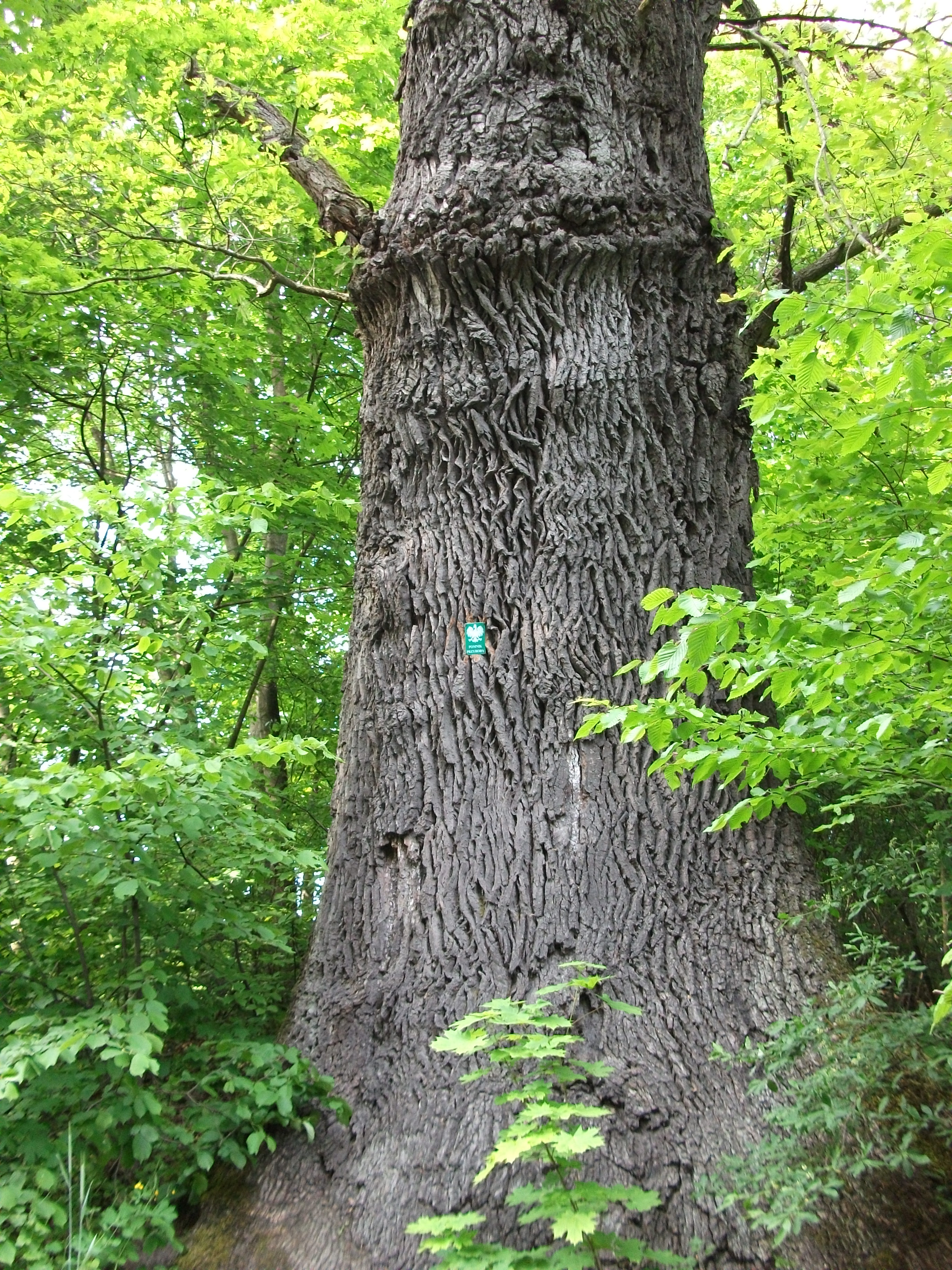
Pomnik przyrody „Adam” i „Ewa”

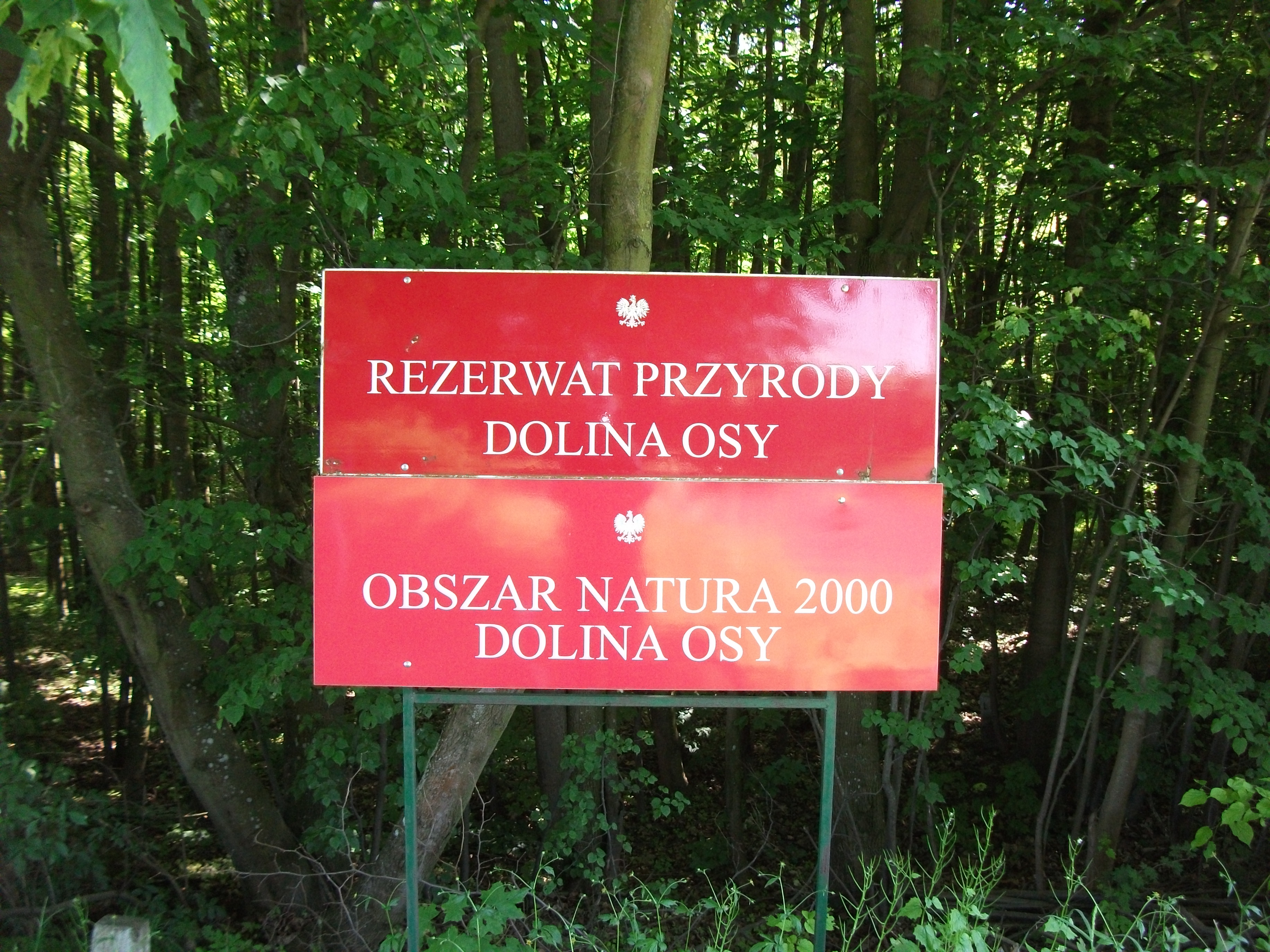
Tablice przy granicy rezerwatu